# My Love: Essential Collection
My Love: Essential Collection é o terceiro álbum de grandes êxitos em inglês lançado pela cantora canadense Céline Dion. O álbum duplo foi lançado entre Outubro e Novembro de 2008 para a Europa, Austrália e América do Norte; uma edição de álbum triplo foi lançada em Julho de 2011 como My Love: Ultimate Essential Collection. A coletânea não foi lançada no Japão, onde a Sony Music Entertainment já havia lançado uma coletânea similar de Dion, intitulada Complete Best, no ano anterior. 
O álbum inclui alguns dos grandes sucessos de Dion e mais: "There Comes a Time" (uma canção inédita produzida por Emanuel Kiriakou), uma versão ao vivo de My Love, a rara Dance With My Father e I Knew I Loved You (que havia sido incluída somente no álbum We All Love Ennio Morricone).  
My Love: Essential Collection foi um sucesso em todo os países onde foi lançado, atingindo o Top 10 em 19 países e chegando a #1 em 5 países europeus: Irlanda, Países Baixos, Malta, Bélgica e França. Foi certificado de 4x platina no Reino Unido, Ouro, na Bélgica, Nova Zelândia e Hungria. Registrou cerca de 1.100,000 de cópias em todo o mundo, tornando-se o álbum de compilações mais vendido de 2008.

## Lista de faixas

### América do Norte
| N.º | Título                                    | Compositor(es)                                                    | Duração |  |
| 1.  | "Where Does My Heart Beat Now"            | Robert White Johnson, Taylor Rhodes                               | 4:33    |  |
| 2.  | "Beauty and the Beast" (com Peabo Bryson) | Alan Menken, Howard Ashman                                        | 4:04    |  |
| 3.  | "If You Asked Me To"                      | Diane Warren                                                      | 3:55    |  |
| 4.  | "The Power of Love"                       | Gunther Mende, Candy DeRouge, Jennifer Rush, Mary Susan Applegate | 4:49    |  |
| 5.  | "My Love"                                 | Linda Perry                                                       | 5:04    |  |
| 6.  | "Because You Loved Me"                    | Diane Warren                                                      | 4:35    |  |
| 7.  | "The Power of the Dream"                  | David Foster, Babyface, Linda Thompson                            | 4:30    |  |
| 8.  | "It's All Coming Back to Me Now"          | Jim Steinman                                                      | 7:37    |  |
| 9.  | "All by Myself"                           | Eric Carmen, Sergei Rachmaninoff                                  | 5:08    |  |
| 10. | "My Heart Will Go On"                     | James Horner, Will Jennings                                       | 4:41    |  |
| 11. | "I'm Your Angel" (com R. Kelly)           | R. Kelly                                                          | 5:31    |  |
| 12. | "That's the Way It Is"                    | Max Martin, Kristian Lundin, Andreas Carlsson                     | 4:03    |  |
| 13. | "A New Day Has Come"                      | Aldo Nova, Stephan Moccio                                         | 4:23    |  |
| 14. | "I'm Alive"                               | Kristian Lundin, Andreas Carlsson                                 | 3:30    |  |
| 15. | "I Drove All Night"                       | Billy Steinberg, Tom Kelly                                        | 4:00    |  |
| 16. | "Taking Chances"                          | Kara DioGuardi, Dave Stewart                                      | 4:07    |  |
| 17. | "There Comes a Time"                      | Jörgen Elofsson, Elizabeth Rodrigues                              | 4:03    |  |

## Desempenho e Certificações
| País — Tabela musical (2008)        | Posição |
| ----------------------------------- | ------- |
| Alemanha — Media Control Charts     | 24      |
| Austrália — ARIA Charts             | 24      |
| Áustria — IFPI                      | 37      |
| Bélgica (Flandres) — Ultratop 50    | 1       |
| Bélgica (Valónia) — Ultratop 40     | 3       |
| Canadá — Canadian Albums Chart      | 2       |
| Dinamarca — Hitlisten               | 4       |
| Espanha — PROMUSICAE                | 80      |
| Estados Unidos — Billboard 200      | 8       |
| Finlândia — Suomen virallinen lista | 11      |
| França — SNEP                       | 1       |
| Hungria — MAHASZ                    | 8       |
| Irlanda — IRMA                      | 1       |
| Itália — FIMI                       | 21      |
| México — AMPROFON                   | 9       |
| Nova Zelândia — RIANZ               | 10      |
| Países Baixos — MegaCharts          | 1       |
| Polónia — ZPAV                      | 24      |
| Portugal — AFP                      | 6       |
| Chéquia — IFPI                      | 24      |
| Suécia — Sverigetopplistan          | 6       |
| Suíça — Schweizer Hitparade         | 9       |
| Reino Unido — UK Albums Chart (OCC) | 5       |

## Créditos
- Walter Afanasieff - produtor
- Kenny Aronoff - percurssão
- Teddy Campbell - percurssão
- Curt Bisquera - pratos, chimbau
- Roy Bittan - piano
- David Hodges - piano
- Jeff Bova - teclado
- Chris Chaney - baixo
- Steve Ferrone - Bateria
- Tony Hinnigan - penny whistle
- Dann Huff – violão
- Paul Jackson, Jr. - violão